# Ladislav Ščurko
Ladislav Ščurko (* 4. dubna 1986, Gelnica) je slovenský hokejový útočník. Po šesti letech ve slovenské extralize od roku 2023 hraje za HC Prešov. Předtím působil v zámoří v nižších soutěžích, a též v týmech HC Košice a HK Spišská Nová Ves. V době sezóny 2008/2009 někdy vypomáhal týmu HK VTJ Trebišov. Byl i juniorským reprezentantem Slovenska. Draftoval ho roku 2004 tým Philadelphia Flyers v 6. kole jako 170. v pořadí.

## Reprezentace
Reprezentoval Slovensko na Mistrovství světa v ledním hokeji hráčů do 18 let v letech 2003, 2004 a též na Mistrovství světa v ledním hokeji hráčů do 20 let v letech 2005 a 2006. V seniorské reprezentaci neodehrál žádný zápas.

## Mimo kariéru
V roce 2009 se přiznal k vraždě rozhodčího Marka Liptaje z Popradu. Později výpověď změnil a tvrdil, že Liptaje zavraždili dva muži ze sázkařské mafie, kteří ho později donutili, aby tělo ukryl. V roce 2012 byl Ščurko odsouzen za vraždu na osm let, soud snížil sazbu trestu kvůli tomu, že k činu podle něj došlo ve stavu nepříčetnosti. Ščurko se na místě odvolal. Po propuštění z vazby pokračoval s hokejem a v roce 2014 byl pravomocně odsouzen na 5 let. Ve vězení strávil 14 měsíců, ve vazbě dva a půl roku. V prosinci 2015 byl podmíněně propuštěn a krátce na to se vrátil k hokeji za HK Bardejov, hrající první slovenskou ligu. V létě 2017 podepsal smlouvu s extraligovým klubem HC 07 Detva.